# Фини
Фините (самоназвание: Suomalaiset – Finländare) са угро-фински народ.
Общата им численост варира между 6 и 7 милиона души. Говорят на фински език от угро-финското езиково подсемейство.

## Финландия
Фините представляват основното население на Финландия – броят им е 4 943 000 души.

## Швеция
Наброяват в Швеция около 470 000 души, като най-голям дял са в градовете Стокхолм – 46 927, Гьотеборг – 20 372, Ескилстюна – 12 072, Вестерос – 11 592 и други.